# Astroblepus ubidiai
Astroblepus ubidiai là một loài cá thuộc họ Astroblepidae. Nó là loài đặc hữu ở vùng cao nguyên Andes của Ecuador. Các môi trường sống tự nhiên của chúng là vùng núi, sông, những nơi có nguồn nước sạch, và nhữngkarsts.